# Stary Kraków
Stary Kraków (deutsch Alt Krakow) ist ein Dorf in der polnischen Woiwodschaft Westpommern, Powiat Sławieński. Es gehört zur Landgemeinde Sławno (Schlawe).

## Geographische Lage
Das Dorf liegt in Hinterpommern, elf Kilometer nördlich der Kreisstadt Sławno an einer Nebenstraße, die von der Woiwodschaftsstraße 205 Sławno – Darłowo (Schlawe – Rügenwalde) nach Kanin (Kannin) an der Woiwodschaftsstraße 203 Darłowo – Ustka (Rügenwalde – Stolpmünde) abzweigt. Bahnanschluss besteht über Sławno an den Staatsbahnlinien Nr. 202 (Danzig – Stargard) und Nr. 418 (Darłowo – Korzybie (Rügenwalde – Zollbrück)).
Im Norden wird die Gemarkung durch die Wieprza (Wipper) begrenzt. Die Gemarkung durchziehen zahlreiche Bäche, wie der Dornbach, der Waldbach, der Blümchenbach und der Mühlenbach. Außerdem gibt es zwei ehemalige Mühlenteiche und den eigentlichen Dorfteich, ehemals Großer Paul genannt. Die Höhenlage des Orts beträgt 24 Meter über NN., die höchste Erhebung ist der vormals so genannte Höllenberg mit 35 Metern.
Nachbarorte sind: im Norden Kanin (Kannin), im Osten Mazów (Meitzow), im Südwesten Stary Jarosław (Alt Järshagen) und im Westen Kowalewice (Alt Kugelwitz).

## Ortsname
Die Ortsbezeichnung Alt Krakow (früher nur Krakow, auch Cracau) ist vermutlich slawischer Herkunft. „Neu Krakow“ = „Nowy Kraków“ ist ein ehemaliger Forstgutsbezirk nahe Jeżyce (Altenhagen), etwa zwölf Kilometer südwestlich von Stary Kraków. Mit der Anlage von Neu Krakow im 19. Jahrhundert wurde der Namenszusatz „Alt“ für Krakow eingeführt.

## Geschichte

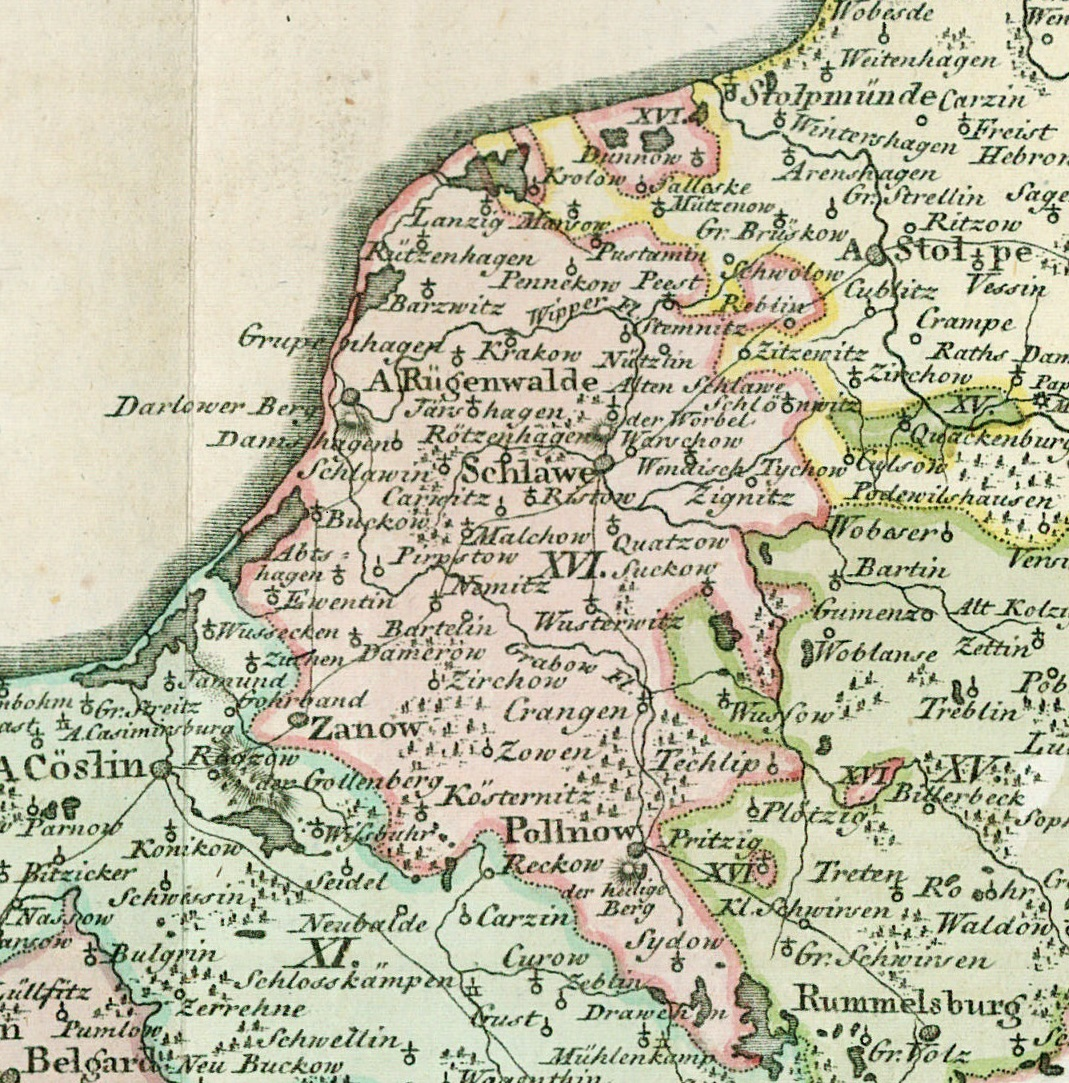
Kirchdorf Krakow nordöstlich von Rügenwalde an der Ostsee, nordwestlich von Schlawe und am südlichen Ufer der Wipper auf einer Landkarte aus dem 18. Jahrhundert

Im Jahre 1230 wurde Krakow erstmals urkundlich erwähnt, als es mit den Dörfern Meitzow (Mazów), Schwolow (Swołowo), Kusserow (Kosierzewo) und Kannin (Kanin) dem Johanniterorden übereignet wird. Die Anlage des Dorfes ist aber bereits älter. Später wurde der fürstlich pommersche Rat Peter von Glasenapp mit dem Ort belehnt, den er 1474 mit anderen Dörfern im Tausch gegen das Schloss, die Stadt und das Land Pollnow (Polanów) an Herzog Erich II. von Pommern gibt. Seither gehörte Krakow zum Amt Rügenwalde.
Im Jahre 1666 wurde Krakow als eines der größten Dörfer der Umgebung aufgeführt. 1780 hat der Ort einen Prediger, einen Küster, zwölf Bauern mit dem „dienstfreyen“ Schulzen, fünf Landkossäten (darunter der Schmied), zwei Straßenkossäten, zwei Müller, einen Pfarrbauernhof, ein Predigerwitwenhaus, ein Hirtenhaus und eine Landjägerei bei insgesamt 21 Haushaltungen.
1818 waren in Krakow 266 Einwohner registriert. Ihre Zahl stieg bis 1885 auf 403 und betrug 1939 noch 383. Die Gemeindefläche betrug 5,6 km². In der Gemeinde standen 60 Wohngebäude, die insgesamt 81 Haushaltungen beherbergten. Vor 1945 gab es in der Gemeinde 38 landwirtschaftliche Betriebe. 
Alt Krakow bildete vor 1945 mit den Gemeinden Deutschrode (Tokary), Kannin (Kanin) und Meitzow (Mazów) den Amtsbezirk Alt Krakow, außerdem einen eigenen Standesamtsbereich. Zuständiges Amtsgericht war das in Schlawe. Das Amt Alt Krakow lag im Landkreis Schlawe i. Pom. im Regierungsbezirk Köslin der preußischen Provinz Pommern.
Kurz vor Ende des Zweiten Weltkriegs wurde Alt Krakow am 7. März 1945 von Truppen der Roten Armee eingenommen und besetzt. Nachdem nach Kriegsende ganz Hinterpommern der Volksrepublik Polen zur Verwaltung unterstellt worden war, kamen Polen in das Dorf und übernahmen nach und nach die Höfe. Einige Bewohner wurden in das Zentrale Arbeitslager Potulice bei Bromberg verschleppt. Am 7. August 1946 wurden alle Deutschen von den Polen in Richtung Westen vertrieben.
Alt Krakow wurde von den Polen in Stary Kraków umbenannt. Der Ort gehört heute zur Gmina Sławno im Powiat Sławieński der Woiwodschaft Westpommern (bis 1998 Woiwodschaft Słupsk).

Ortsbilder
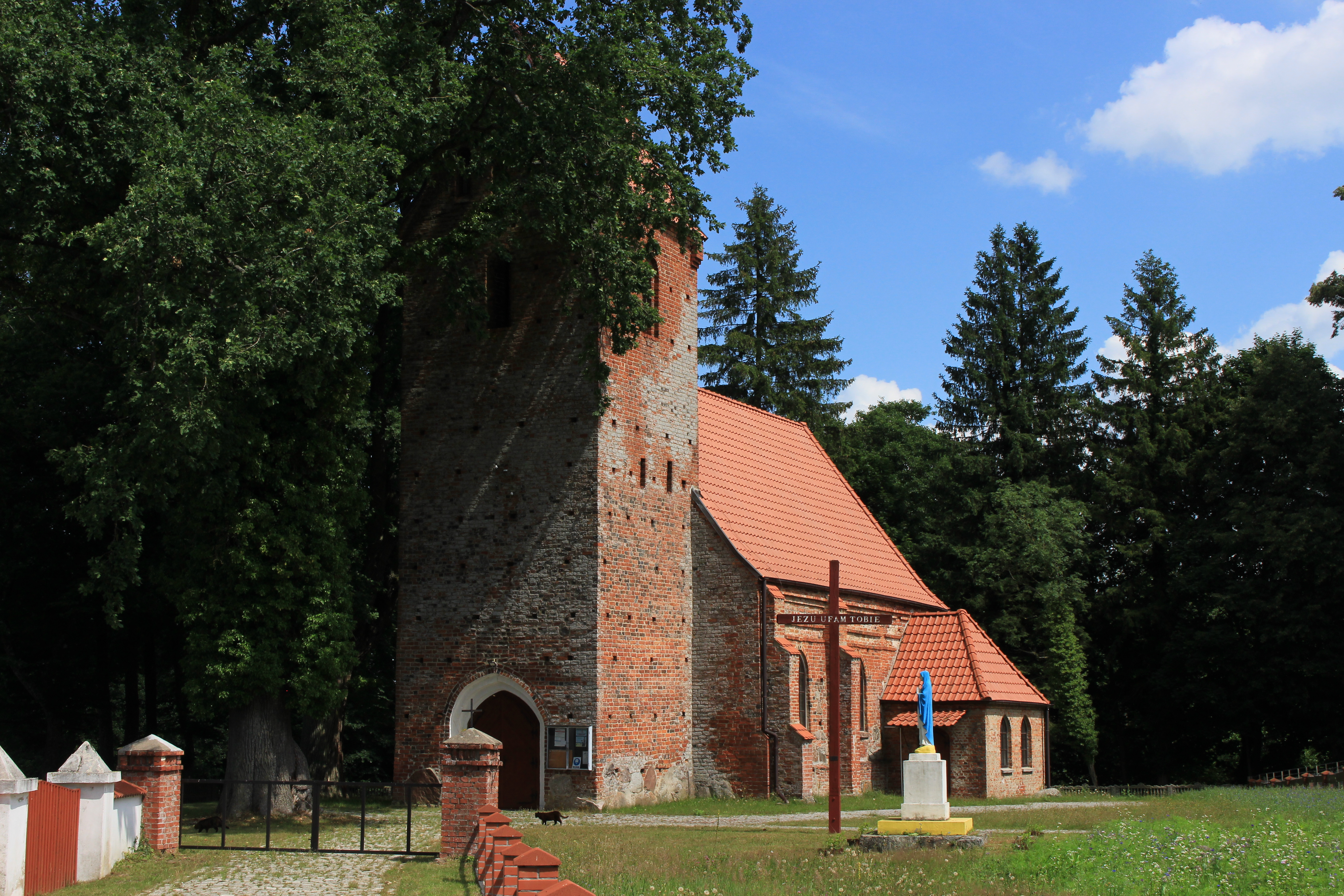
Dorfkirche (bis 1945 evangelisch)
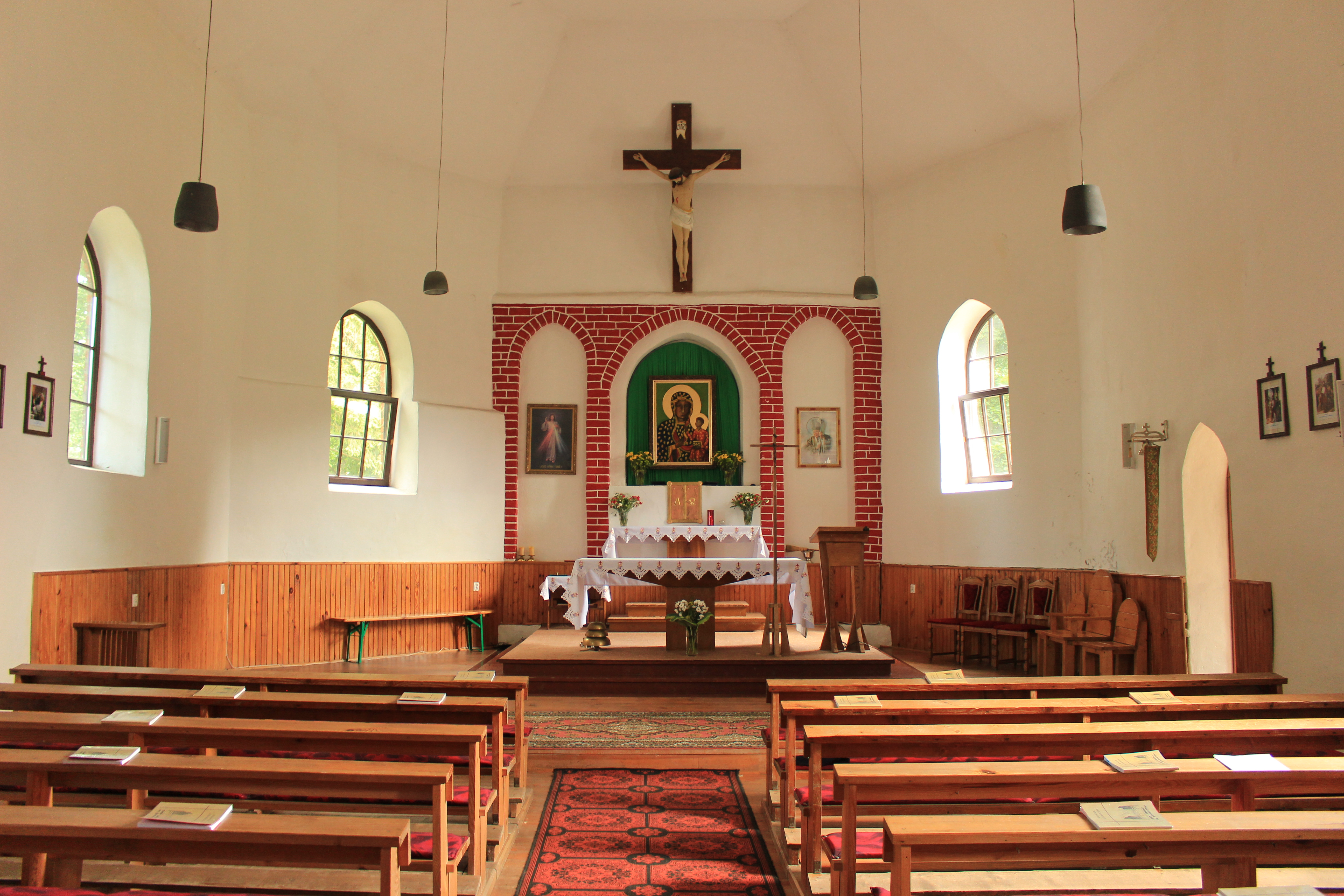
Altar der Dorfkirche (Aufnahme 2021)
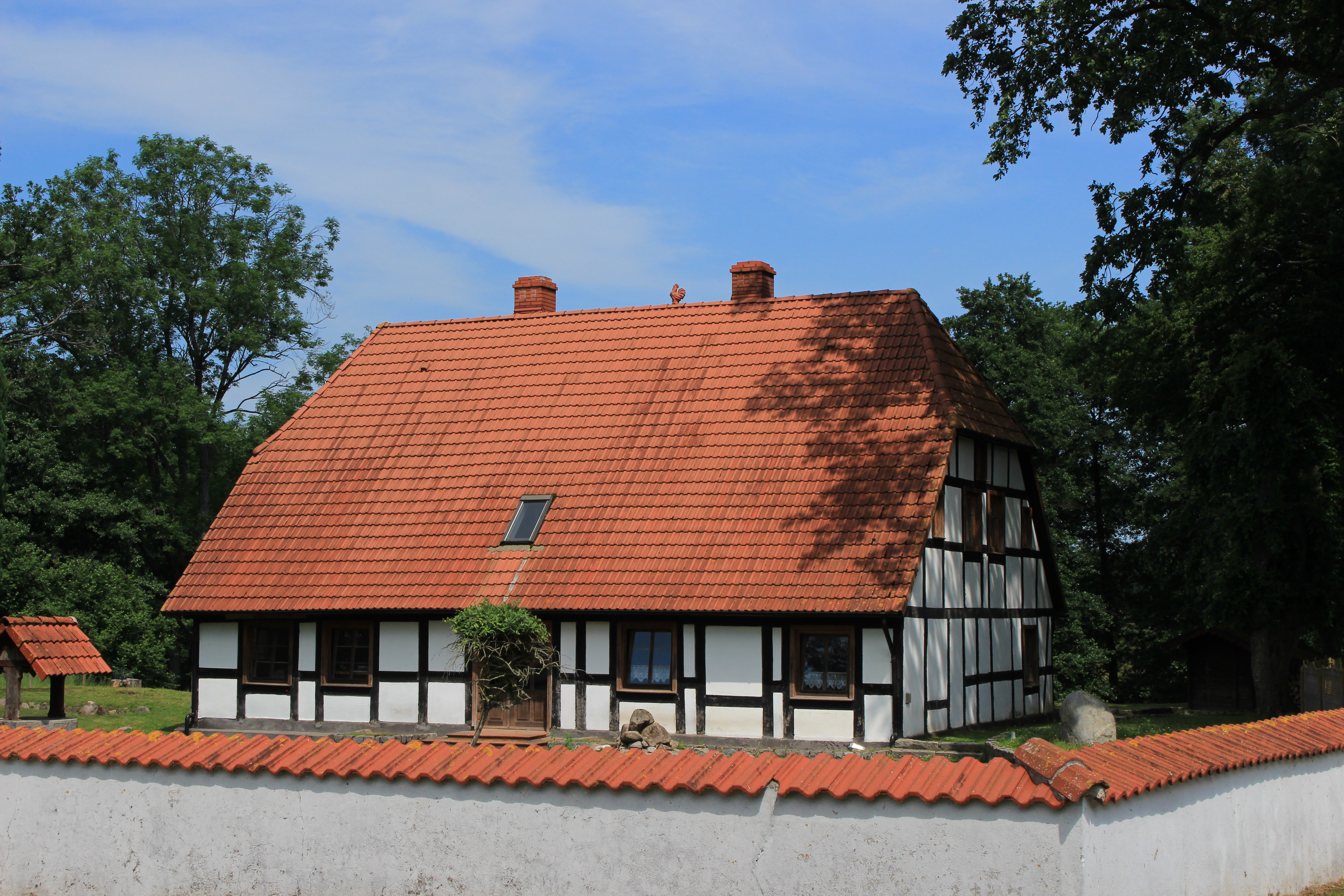
Kate
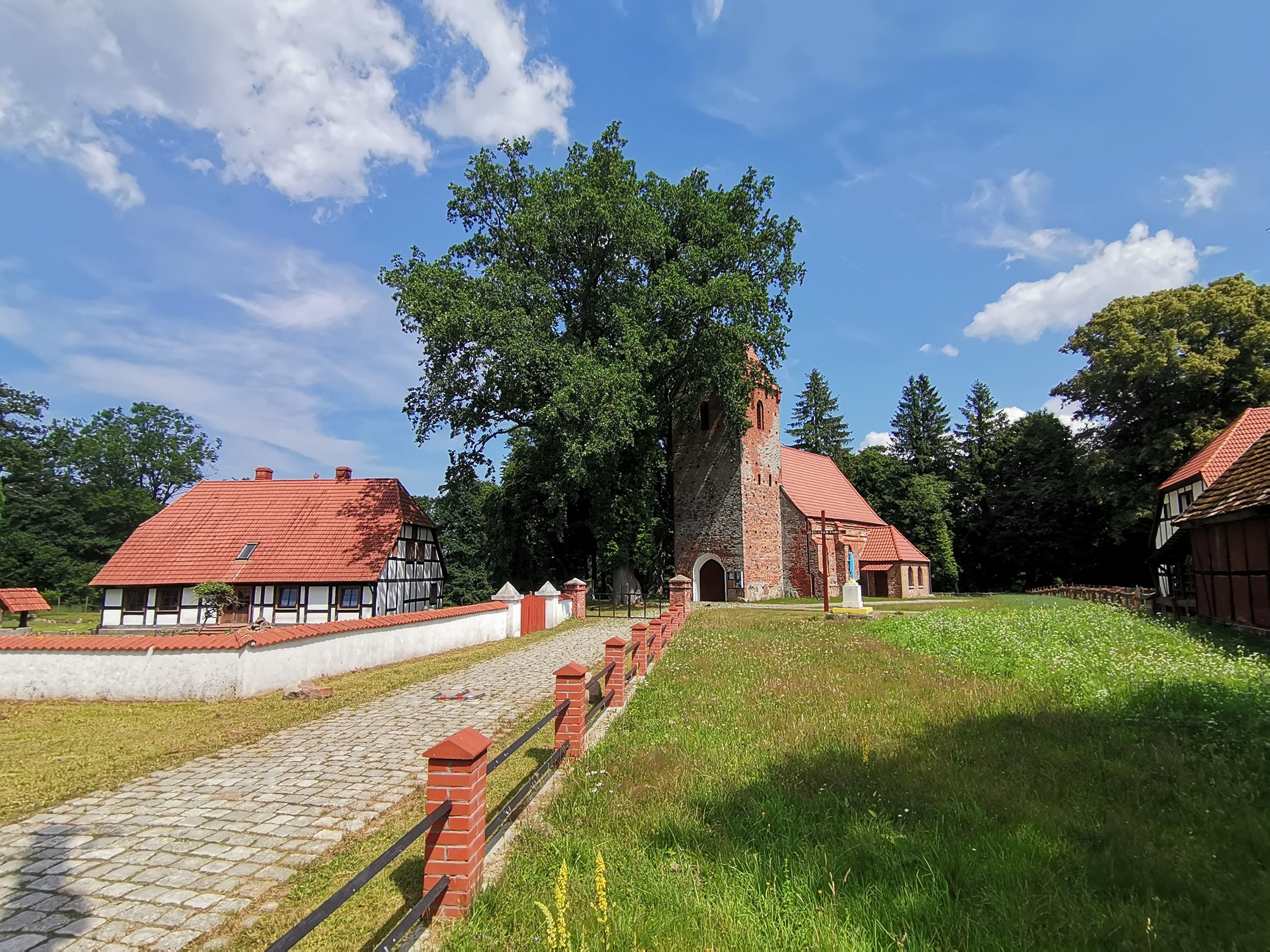
Umgebung bei der Kirche

### Demographie
| Jahr | Einwohner | Anmerkungen                                                                               |
| ---- | --------- | ----------------------------------------------------------------------------------------- |
| 1816 | 248       | Kirchdorf und königliche Landjägerei                                                      |
| 1818 | 266       | [ 3 ]                                                                                     |
| 1852 | 388       | [ 7 ]                                                                                     |
| 1864 | 407       | am 3. Dezember, in 41 Wohngebäuden, auf einer Gemarkungsfläche von 1989 Morgen            |
| 1867 | 400       | am 3. Dezember                                                                            |
| 1871 | 400       | am 1. Dezember, in 43 Wohngebäuden, darunter 394 Evangelische und sechs sonstige Christen |
| 1885 | 403       | [ 3 ]                                                                                     |
| 1910 | 438       | am 1. Dezember                                                                            |
| 1925 | 392       | [ 12 ]                                                                                    |
| 1933 | 382       | [ 12 ]                                                                                    |
| 1939 | 383       | [ 12 ]                                                                                    |

### Ortsgliederung bis 1945
Zur Gemeinde Alt Krakow gehörten vor 1945 fünf Wohnplätze:
1. Alt Krakow
2. Forsthaus Wilhelmshorst, staatliches Forstamt an der Wipperbrücke an der Straße nach Kannin, mit Wirtschaftsgebäuden für einen zwölf Hektar großen landwirtschaftlichen Betrieb und zwei Häusern für Forstbedienstete (neben dem Forstamt stand eine 1000-jährige Eiche)
3. Höllenberg, Weiler mit einem Waldarbeiterhaus und zwei landwirtschaftlichen Betrieben, zweieinhalb Kilometer westlich des Dorfes gelegen
4. Waldmühle, Wassermühle am Waldmühlenbach, westlich von Höllenberg gelegen
5. Wilhelmshorst (polnisch: Przemysławiec), staatliche Revierförsterei mit vier Forstarbeiterwohnungen und fünf Landwirten, anderthalb Kilometer südöstlich des Dorfes am Feldweg nach Coccejendorf (Radosław) gelegen.

## Kirche

### Kirchengemeinde
Alt Krakow mit einer vor 1945 meist ausnahmslos evangelischen Bevölkerung war eine selbständige Kirchengemeinde und bildete mit Kannin (Kanin) und Meitzow (Mazów) ein eigenes Kirchspiel. Es gehörte zum Kirchenkreis Rügenwalde in der Kirchenprovinz Pommern der Kirche der Altpreußischen Union. 1940 zählte es insgesamt 770 Gemeindeglieder, für deren Versorgung dem Pastor – so vermerkt es das Amtsverzeichnis – ein Dienst-Kraftwagen zur Verfügung stand.
Am 11. November 1946 fand in der Alt Krakower Kirche der letzte deutsch-evangelische Gottesdienst statt. Die kirchliche Arbeit übernahm dort am gleichen Tage die römisch-katholische Kirche, die jedoch erst Jahre später in Stary Kraków eine eigene Pfarrei begründete und 1998 mit einem Pfarrer besetzte. Zur Pfarrei Stary Kraków gehört heute die Filialkirche Chudaczewo (Alt Kuddezow). Mit ihren 1066 „Pfarrkindern“ liegt sie im Dekanat Darłowo im Bistum Köslin-Kolberg der Katholischen Kirche in Polen. Evangelische Kirchenglieder betreut das Pfarramt in Słupsk (Stolp) in der Diözese Pommern-Großpolen der Evangelisch-Augsburgischen Kirche in Polen.

### Pfarrkirche

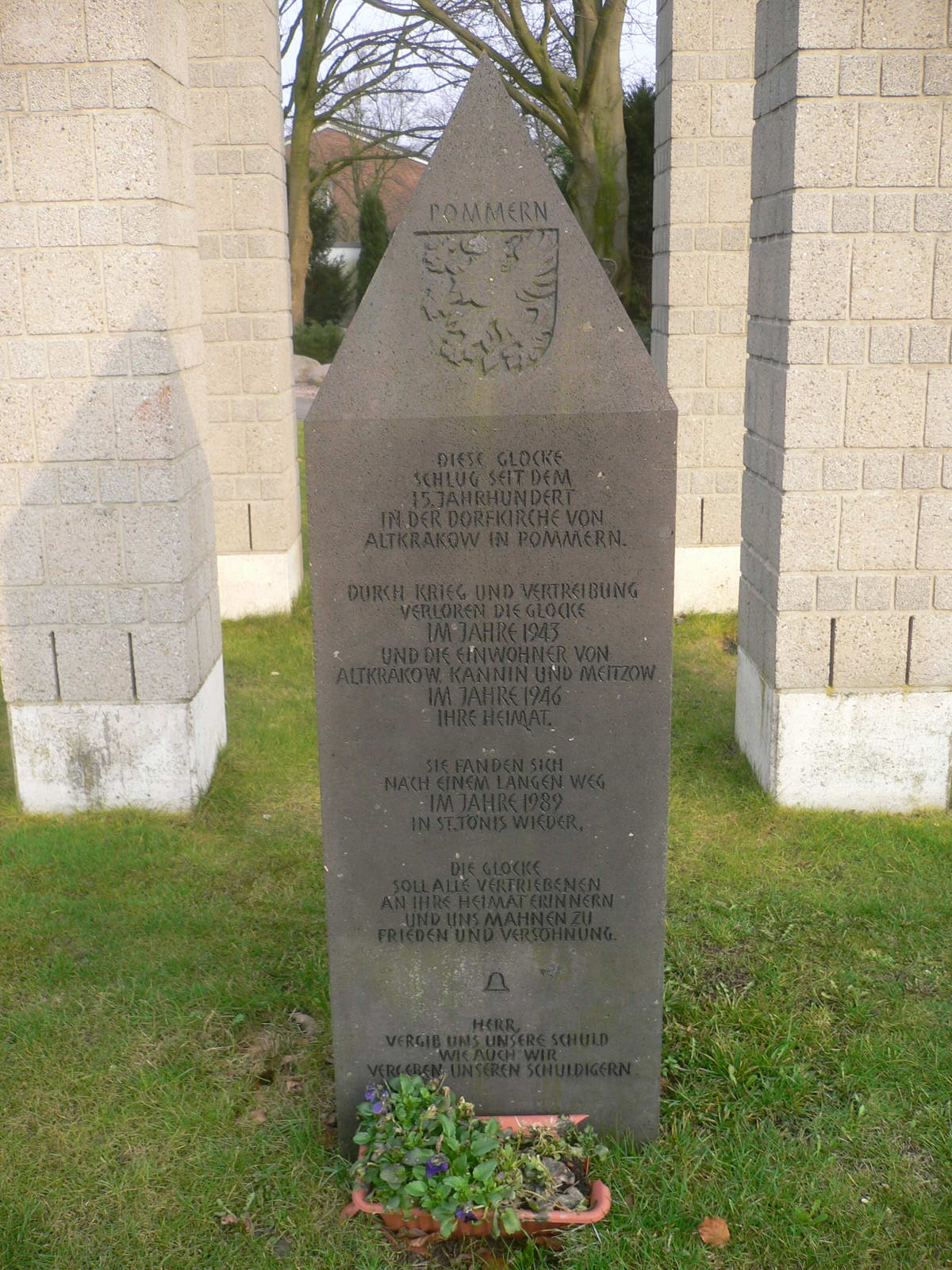
Gedenkstein zur Glockenumsiedlung von Stary Kraków nach Tönisvorst

Die Alt Krakower Kirche stammt aus dem 13. Jahrhundert, also noch aus der Johanniterzeit. Das Fundament besteht aus Feldsteinen, die Mauern sind aus Backsteinen errichtet. Die Massivität der Mauern lässt auf eine Verwendung als Wehrkirche schließen.
Der Taufstein in der Kirche ist aus einem Findling hergestellt, sowie auch der Vorgänger, der seitlich außen an der Kirche seinen Standort fand. Im Jahre 1930 war die Kirche vor dem Krieg das letzte Mal renoviert worden und präsentierte sich in einem schmucken Aussehen. Die Außenseiten der Kanzel trugen die Bilder der vier Evangelisten. Am Kanzelausgang war eine Darstellung von Jesu Dämonenaustreibung sowie eine andere mit Mose am brennenden Busch zu sehen. Die Orgel war ein Werk des Orgelbaumeisters Christian Friedrich Völkner aus Dünnow (Duninowo) bei Stolpmünde (Ustka).
Zu Beginn des 20. Jahrhunderts verfügte die Kirche über drei Glocken. Jeweils eine musste für die Weltkriege abgeliefert werden. Die zuletzt beschlagnahmte Glocke wurde jedoch nicht eingeschmolzen, sondern blieb erhalten und wurde auf dem „Glockenfriedhof“ in Hamburg aufbewahrt. Heute läutet sie in der Christuskirche zu Tönisvorst in Nordrhein-Westfalen.
Am 11. November 1946 erhielt die seit 400 Jahren evangelische Kirche eine neue Weihe durch die katholische Kirche, die ihr den Namen der Mutter Gottes von Tschenstochau gab.

## Schule
Bis 1910 war die Schule in Alt Krakow ein kleiner Fachwerkbau im Unterdorf. Danach wurde im Oberdorf ein sehr geräumiges, massives Schulhaus errichtet. Hier erhielten etwa 60 Kinder Unterricht. Die letzten deutschen Lehrer vor der Vertreibung waren Max Schumacher und Philipp Janczikowsky.

## Söhne und Töchter des Ortes
- Hans Friedrich Gadow (1855–1928), deutscher Zoologe, Dozent an der Universität Cambridge